# Kožušany-Tážaly
Kožušany-Tážaly é uma comuna checa localizada na região de Olomouc, distrito de Olomouc.